# Genius Loves Company
Genius Loves Company è un album discografico in studio pubblicato postumo dal cantante e pianista statunitense Ray Charles nell'agosto 2004 attraverso la Concord Records.
Il disco contiene diverse collaborazioni con artisti di diversa estrazione musicale ed è l'ultimo album registrato e completato da Charles prima della sua morte, avvenuta nel giugno 2004.
L'album ha raggiunto la prima posizione in Italia per tre settimane ed è arrivato primo nella Billboard 200 ed in Austria, secondo in Portogallo, terzo in Nuova Zelanda, quarto in Svizzera, Paesi Bassi ed Australia, sesto in Francia e Norvegia, nono in Svezia e decimo in Germania.
Nel corso dei Grammy Awards 2005, l'album si è aggiudicato un totale di 8 premi, tra cui album dell'anno, Grammy Award al miglior album pop vocale, diversi riconoscimenti per il singolo Here We Go Again come il Grammy Award alla registrazione dell'anno ed il Grammy Award alla miglior collaborazione vocale pop ed il Grammy Award for Best Gospel Performance per Heaven Help Us All.

## Tracce
1. Here We Go Again (con Norah Jones) – 3:59 (Don Lanier, Red Steagall)
2. Sweet Potato Pie (con James Taylor) – 3:47 (James Taylor)
3. You Don't Know Me (con Diana Krall) – 3:55 (Eddy Arnold, Cindy Walker)
4. Sorry Seems to Be the Hardest Word (con Elton John) – 3:59 (Elton John, Bernie Taupin)
5. Fever (con Natalie Cole) – 3:30 (Eddie Cooley, John Davenport)
6. Do I Ever Cross Your Mind? (con Bonnie Raitt) – 4:34 (Billy Burnette, Michael Smotherman)
7. It Was a Very Good Year (con Willie Nelson) – 4:59 (Ervin Drake)
8. Hey Girl (con Michael McDonald) – 5:15 (Gerry Goffin, Carole King)
9. Sinner's Prayer (con B.B. King) – 4:25 (Lowell Fulson, Lloyd Glenn)
10. Heaven Help Us All (con Gladys Knight) – 4:32 (Ron Miller)
11. Over the Rainbow (con Johnny Mathis) – 4:54 (Harold Arlen, E.Y. Harburg)
12. Crazy Love (con Van Morrison) – 3:42 (Van Morrison)

## Singoli
- You Don't Know Me (18 settembre 2004)
- Here We Go Again (2005)

## Classifiche
- Billboard 200 - #1[9]
- Official Albums Chart - #18
- Top Canadian Albums - #1
- FIMI - #1
- Austria - #1

## Certificazioni
- RIAA - triplo disco di platino[10]